# Combined Events Capital Cup 2016
Combined Events Capital Cup 2016 – 11. edycja zawodów lekkoatletycznych, które odbyły się 17 i 18 czerwca w Ottawie. Zawody były kolejną odsłoną cyklu IAAF World Combined Events Challenge w sezonie 2016.

## Rezultaty
| Konkurencja:           | 1. miejsce        | Rezultat  | 2. miejsce     | Rezultat  | 3. miejsce       | Rezultat  |
| Dziesięciobój mężczyzn | Scott Filip       | 7726 pkt. | Rostam Turner  | 7565 pkt. | Michael Morrison | 7422 pkt. |
| Siedmiobój kobiet      | Quintunya Chapman | 6035 pkt. | Allison Reaser | 5938 pkt. | Jessica Zelinka  | 5855 pkt. |